# 冠孔菌属
冠孔菌属（学名：Royoporus）是多孔菌科下的一个属。本属是由Royoporus设立的，仅有 匙形冠孔菌（Royoporus spatulatus）一种。

## 下属物种
本属包括以下物种：
- 匙形冠孔菌 Royoporus spatulatus (Jungh.) A.B.De